# Protosuchus
Protosuchus var ett släkte kräldjur som levde under början av jura. Fossil från Protosuchus har påträffats i USA (Arizona), Kanada, Polen, Lesotho och Sydafrika.
Protosuchus blev upp till en meter lång. Den hade ett huvud som liknar det hos moderna krokodiler, och levde på land och hade en kropp som mer liknade en ödlas. Käkarna var mycket breda längst bak i skallen och Protosuchus kunde öppna sina käkar mycket vitt och ge kraftiga bett. I underkäken hade Protosuchus två kraftiga hörntänder som var inpassade i två jack i överkäken då munnen var stängd.